# Seznam kosmických letů k Vesmírné stanici Tchien-kung
Toto je seznam kosmických letů s posádkou a nákladních kosmických letů k Vesmírné stanici Tchien-kung (TSS). Zelenou barvou jsou zvýrazněny lodi a moduly, kterou jsou v současnosti připojeny k TSS, případně na cestě k ní nebo od ní, modře jsou zvýrazněny trvale připojené moduly, které se k TSS dopravily samostatně.

## Seznam
| č. | Těleso       | Mise              | Start (UTC)                  | Port   | Připojení k TSS (UTC)     | Odpojení (UTC)                | Doba spojení s TSS                   | Přistání (případně zánik) (UTC)   |
| -- | ------------ | ----------------- | ---------------------------- | ------ | ------------------------- | ----------------------------- | ------------------------------------ | --------------------------------- |
| –  | Tchien-che   | Modul             | 29. dubna 2021, 03:23:15     | –      | Základní modul stanice    | let pokračuje                 | dosud 1551 dní, tj. 4 roky a 90 dní  | let pokračuje                     |
| 1  | Tchien-čou 2 | Zásobovací let    | 29. května 2021, 12:55:29    | zadní  | 29. května 2021, 21:01    | 18. září 2021, 02:25          | 111 dní, 5 hodin, 24 minut           | 31. března 2022, 10:40 (zánik)    |
| 1  | Tchien-čou 2 | Zásobovací let    | 29. května 2021, 12:55:29    | přední | 18. září 2021, ~06:00     | 5. ledna 2022, 22:12          | ~109 dní, 16 hodin                   | 31. března 2022, 10:40 (zánik)    |
| 1  | Tchien-čou 2 | Zásobovací let    | 29. května 2021, 12:55:29    | přední | 5. ledna 2022, 22:59      | 7. ledna 2022, ~23:00         | ~1 den, 23 hodiny                    | 31. března 2022, 10:40 (zánik)    |
| 1  | Tchien-čou 2 | Zásobovací let    | 29. května 2021, 12:55:29    | přední | 7. ledna 2022, 23:55      | 27. března 2022, 07:59        | 78 dní, 8 hodin, 4 minuty            | 31. března 2022, 10:40 (zánik)    |
| 2  | Šen-čou 12   | Posádka 1         | 17. června 2021, 01:22:27    | přední | 17. června 2021, 07:54    | 16. září 2021, 00:56          | 90 dní, 17 hodin, 2 minuty           | 17. září 2021, 05:34              |
| 3  | Tchien-čou 3 | Zásobovací let    | 20. září 2021, 07:10:11      | zadní  | 20. září 2021, 14:08      | 19. dubna 2022, 21:02         | 210 dní, 6 hodin, 54 minut           | 27. července 2022, 03:31 (zánik)  |
| 3  | Tchien-čou 3 | Zásobovací let    | 20. září 2021, 07:10:11      | přední | 20. dubna 2022, 01:06     | 17. července 2022, 02:59      | 88 dní, 1 hodina, 53 minut           | 27. července 2022, 03:31 (zánik)  |
| 4  | Šen-čou 13   | Posádka 2         | 15. října 2021, 16:23:56     | spodní | 15. října 2021, 22:56     | 15. dubna 2022, 16:44         | 181 dní, 17 hodin, 48 minut          | 16. dubna 2022, 01.56:49          |
| 5  | Tchien-čou 4 | Zásobovací let    | 9. května 2022, 17:56:37     | zadní  | 10. května 2022, 00:54    | 9. listopadu 2022 2022, 06:55 | 183 dní, 6 hodin, 1 minuta           | 14. listopadu 2022, 23:21 (zánik) |
| 6  | Šen-čou 14   | Posádka 3         | 5. června 2022, 02:44:10     | spodní | 5. června 2022, 09:42     | 4. prosince 2022, 03:01       | 181 dní, 17 hodin, 19 minut          | 4. prosince 2022, 12:09           |
| –  | Wen-tchien   | Laboratorní modul | 24. července 2022, 06:22:32  | přední | 24. července 2022, 19:13  | 30. září 2022, ~03:44         | 67 dní, 8 hodin, 31 minut            | let pokračuje – trvalé připojení  |
| –  | Wen-tchien   | Laboratorní modul | 24. července 2022, 06:22:32  | pravý  | 30. září 2022, 04:44      | let pokračuje                 | dosud 1032 dní, tj. 2 roky a 301 dní | let pokračuje – trvalé připojení  |
| –  | Meng-tchien  | Laboratorní modul | 31. října 2022, 07:37:23     | přední | 31. října 2022, 20:27     | 3. listopadu 2022, 00:48      | 2 dny, 4 hodiny, 21 minut            | let pokračuje –trvalé připojení   |
| –  | Meng-tchien  | Laboratorní modul | 31. října 2022, 07:37:23     | levý   | 3. listopadu 2022, 01:17  | let pokračuje                 | dosud 998 dní, tj. 2 roky a 267 dní  | let pokračuje –trvalé připojení   |
| 7  | Tchien-čou 5 | Zásobovací let    | 12. listopadu 2022, 02:03:12 | zadní  | 12. listopadu 2022, 04:10 | 5. května 2023, 07:26         | 174 dní, 3 hodiny, 16 minut          | 12. září 2023, 01:13 (zánik)      |
| 7  | Tchien-čou 5 | Zásobovací let    | 12. listopadu 2022, 02:03:12 | přední | 5. června 2023, ~19:10    | 11. září 2023, 08:46          | 97 dní, 13 hodin, 36 minut           | 12. září 2023, 01:13 (zánik)      |
| 8  | Šen-čou 15   | Posádka 4         | 29. listopadu 2022, 15:08:17 | přední | 29. listopadu 2022, 21:42 | 3. června 2023, 13:29         | 185 dní, 15 hodin, 47 minut          | 3. června 2023, 22:33             |
| 9  | Tchien-čou 6 | Zásobovací let    | 10. května 2023, 13:22:51    | zadní  | 10. května 2023, 21:16    | 12. ledna 2024, 08:02         | 253 dní, 23 hodin, 14 minut          | 19. ledna 2024, 12:37 (zánik)     |
| 10 | Šen-čou 16   | Posádka 5         | 30. května 2023, 01:31:13    | spodní | 30. května 2023, 08:29    | 30. října 2023, 12:37         | 153 dní, 4 hodiny, 8 minut           | 31. října 2023, 00:11:32          |
| 11 | Šen-čou 17   | Posádka 6         | 26. října 2023, 03:14:02     | přední | 26. října 2023, 09:46     | 30. dubna 2024, 00:43         | 186 dní, 14 hodin a 57 minut         | 30. dubna 2024, 09:46             |
| 12 | Tchien-čou 7 | Zásobovací let    | 17. ledna 2024, 14:27:31     | zadní  | 17. ledna 2024, 17:46     | 10. listopadu 2024, 08:30     | 297 dní, 14 hodin a 44 minut         | 18. listopadu 2024, 13:25 (zánik) |
| 13 | Šen-čou 18   | Posádka 7         | 25. dubna 2024, 12:58:57     | spodní | 25. dubna 2024, 19:32     | 3. listopadu 2024, 08:12      | 191 dní, 12 hodin, 40 minut          | 3. listopadu 2024, 17:24:27       |
| 14 | Šen-čou 19   | Posádka 8         | 29. října 2024, 20:27:34     | přední | 30. října 2024, 03:00     | 29. dubna 2025, 20:00 UTC     | 181 dní, 17 hodin, 0 minut           | 30. dubna 2025, 05:08             |
| 15 | Tchien-čou 8 | Zásobovací let    | 15. listopadu 2024, 15:13:18 | zadní  | 15. listopadu 2024, 18:32 | 8. července 2025, 07:09       | 235 dní, 7 hodin, 29 minut           | 8. července 2025, 22:42           |
| 16 | Šen-čou 20   | Posádka 9         | 24. dubna 2025, 09:17:31     | spodní | 24. dubna 2025, 15:49     | let pokračuje                 | dosud 95 dní                         | let pokračuje                     |
| 17 | Tchien-čou 9 | Zásobovací let    | 14. července 2025, 21:34     | zadní  | 15. července 2025, 00:52  | let pokračuje                 | dosud 14 dní                         | let pokračuje                     |

(Zeleně jsou označeny pokračující mise, modře moduly TSS.)